# Bernhard Langenbeck (Mediziner, 1895)
Bernhard Langenbeck (* 25. Mai 1895 in Osterode am Harz; † 30. April 1964 in Bonn) war ein deutscher Mediziner.

## Leben
Nach der Promotion in Göttingen 1922 und der Habilitation in Leipzig am 18. Juni 1931 wurde er 1931 Privatdozent, 1937 Professor, 1940 Professor für Hals-, Nasen- und Ohrenkrankheiten an der Universität Leipzig und 1942 Professor für Hals-, Nasen- und Ohrenkrankheiten an der Universität in Bonn. Im Jahr 1955 wurde er als Mitglied in die Deutsche Akademie der Wissenschaften zu Berlin und 1956 als Mitglied der Sektion Oto-Rhino-Laryngologie in die Deutsche Akademie der Naturforscher Leopoldina aufgenommen.

## Schriften (Auswahl)
- Über spontane Cysten- und Lochbildungen in der Retina. 1922, OCLC 833506739.
- Das Hören im Lärm. Berlin 1931, OCLC 72895047.
- Möglichkeiten der Verbesserung des Gehöres. Bonn 1942, OCLC 1072830803.
- Lehrbuch der praktischen Audiometrie. Stuttgart 1963, OCLC 1804721.
  - Textbook of practical audiometry. London 1965, OCLC 11127365.
  - Manual de audiometría práctica. Buenos Aires 1966, OCLC 72404885.